# (17023) Abbott
(17023) Abbott (1999 EG) – planetoida z pasa głównego asteroid okrążająca Słońce w ciągu 3,76 lat w średniej odległości 2,42 j.a. Odkryta 7 marca 1999 roku.